# Gymnocrex plumbeiventris
Frango-d'água-de-barriga-cinzenta ou frango-de-água-de-faces-rosadas (Gymnocrex plumbeiventris) é uma espécie de ave da família Rallidae.
Pode ser encontrada nos seguintes países: Indonésia e Papua-Nova Guiné.
Os seus habitats naturais são: florestas subtropicais ou tropicais húmidas de baixa altitude e regiões subtropicais ou tropicais húmidas de alta altitude.